# Persone di cognome Moser
| Questa pagina contiene informazioni ricavate automaticamente dalle voci biografiche con l'ausilio del template Bio e di un bot. L'aggiornamento è periodico e automatico e ricostruisce completamente la pagina. Se manca una persona in questa lista, sei pregato di non aggiungerla, ma accertati piuttosto che la sua voce biografica contenga il template Bio e che i dati anagrafici siano correttamente compilati. Se il template Bio manca, inseriscilo tu stesso o, in alternativa, metti l'avviso {{tmp\|Bio}} che ne segnala la mancanza. Se i dati riportati sono sbagliati, correggi direttamente la voce biografica; le modifiche saranno visibili in questa lista entro pochi giorni. Per chiarimenti vedi il progetto antroponimi. La lista contiene solo le 54 persone che sono citate nell'enciclopedia e per le quali è stato implementato correttamente il template Bio. Pagina aggiornata al 7 ago 2025. |

Questa è una lista di persone presenti nell'enciclopedia che hanno il cognome Moser, suddivise per attività principale.

## Allenatori di calcio(1)
- Heinz Moser, allenatore di calcio e ex calciatore svizzero (n. 1967)

## Architetti(2)
- Karl Moser, architetto svizzero (Baden, n. 1860 - Zurigo, † 1936)
- Werner Max Moser, architetto e designer svizzero (Karlsruhe, n. 1896 - Zurigo, † 1970)

## Artisti(1)
- Ludwig Moser, artista austriaco (n. 1833 - † 1916)

## Astiste(1)
- Angelica Moser, astista svizzera (Plano, n. 1997)

## Attori(2)
- Hans Moser, attore austriaco (Vienna, n. 1880 - Gablitz, † 1964)
- Willy Moser, attore, doppiatore e direttore del doppiaggio italiano (Salisburgo, n. 1941 - Roma, † 1994)

## Calciatori(3)
- Lennart Moser, calciatore tedesco (Berlino, n. 1999)
- Manfred Moser, ex calciatore liechtensteinese (n. 1958)
- Roland Roli Moser, ex calciatore liechtensteinese (n. 1962)

## Calciatrici(1)
- Martina Moser, ex calciatrice svizzera (Burgdorf, n. 1986)

## Cantanti(1)
- Sandee, cantante svizzera (Thun, n. 1976)

## Cantautrici(1)
- Christina Moser, cantautrice svizzera (Milano, n. 1952 - Lugano, † 2022)

## Cestisti(3)
- Mike Moser, ex cestista e allenatore di pallacanestro statunitense (Dallas, n. 1990)
- Mike Moser, cestista canadese (Kitchener, n. 1952 - St. Petersburg, † 1975)
- Porter Moser, ex cestista e allenatore di pallacanestro statunitense (Naperville, n. 1968)

## Chimici(1)
- Ludwig Moser, chimico tedesco (Vienna, n. 1879 - Zell am See, † 1930)

## Ciclisti su strada(4)
- Aldo Moser, ciclista su strada italiano (Giovo, n. 1934 - Trento, † 2020)
- Enzo Moser, ciclista su strada e dirigente sportivo italiano (Palù di Giovo, n. 1940 - Giovo, † 2008)
- Francesco Moser, ex ciclista su strada e pistard italiano (Palù di Giovo, n. 1951)
- Moreno Moser, ex ciclista su strada italiano (Trento, n. 1990)

## Compositori(1)
- Rudolf Moser, compositore svizzero (Uzwil, n. 1892 - Silvaplana, † 1960)

## Entomologi(1)
- Julius Moser, entomologo tedesco (n. 1863 - † 1929)

## Generali(1)
- Willi Moser, generale tedesco (Breslavia, n. 1887 - Russia, † 1946)

## Giocatori di calcio a 5(1)
- Mark Moser, ex giocatore di calcio a 5 statunitense (Saint Louis, n. 1966)

## Giocatori di football americano(1)
- Rick Moser, ex giocatore di football americano e attore statunitense (White Plains, n. 1956)

## Giuristi(1)
- Johann Jakob Moser, giurista tedesco (Stoccarda, n. 1701 - † 1785)

## Hockeisti su ghiaccio(2)
- Andrea Moser, ex hockeista su ghiaccio italiano (San Candido, n. 1988)
- Simon Moser, hockeista su ghiaccio svizzero (Berna, n. 1989)

## Incisori(1)
- Georg-Michael Moser, incisore svizzero (Sciaffusa, n. 1705 - Londra, † 1783)

## Matematici(2)
- Jürgen Kurt Moser, matematico tedesco (Königsberg, n. 1928 - Zurigo, † 1999)
- Leo Moser, matematico austriaco (Vienna, n. 1921 - Edmonton, † 1970)

## Micologi(1)
- Meinhard Michael Moser, micologo austriaco (Innsbruck, n. 1924 - Innsbruck, † 2002)

## Musicologi(1)
- Hans Joachim Moser, musicologo tedesco (Berlino, n. 1889 - † 1967)

## Pallavoliste(1)
- Ana Moser, pallavolista e politica brasiliana (Blumenau, n. 1968)

## Personaggi televisivi(1)
- Ignazio Moser, personaggio televisivo, ex ciclista su strada e pistard italiano (Trento, n. 1992)

## Piloti automobilistici(1)
- Silvio Moser, pilota automobilistico svizzero (Zurigo, n. 1941 - Locarno, † 1974)

## Pittori(2)
- Koloman Moser, pittore, designer e decoratore austriaco (Vienna, n. 1868 - Vienna, † 1918)
- Lucas Moser, pittore tedesco (Ulm, n. 1421 - † 1492)

## Pittrici(1)
- Mary Moser, pittrice inglese (Londra, n. 1744 - Londra, † 1819)

## Politici(1)
- Carl Moser, politico e agronomo svizzero (Rüderswil, n. 1867 - Berna, † 1959)

## Psicologhe(1)
- May-Britt Moser, psicologa e neuroscienziata norvegese (Fosnavåg, n. 1963)

## Psicologi(1)
- Edvard Moser, psicologo e neuroscienziato norvegese (Ålesund, n. 1962)

## Rapper(1)
- Bonez MC, rapper tedesco (Amburgo, n. 1985)

## Registi(2)
- Frank Moser, regista e illustratore statunitense (Oketo, n. 1886 - † 1937)
- Giorgio Moser, regista e sceneggiatore italiano (Trento, n. 1923 - Roma, † 2004)

## Saltatori con gli sci(1)
- Christian Moser, ex saltatore con gli sci austriaco (Villaco, n. 1972)

## Sciatori alpini(2)
- Andri Moser, sciatore alpino svizzero (n. 2001)
- Stefan Moser, ex sciatore alpino austriaco (n. 1981)

## Sciatrici alpine(1)
- Stefanie Moser, ex sciatrice alpina austriaca (n. 1988)

## Soprani(1)
- Edda Moser, soprano tedesco (Berlino, n. 1938)

## Tennisti(1)
- Frank Moser, ex tennista tedesco (Baden-Baden, n. 1976)

## Violinisti(1)
- Andreas Moser, violinista, insegnante e musicologo austriaco (Zemun, n. 1859 - Berlino, † 1925)

## Senza attività specificata(1)
- Hans Moser, cavallerizzo svizzero (n. 1901 - † 1974)